# Welyka Dobron
Welyka Dobron (ukrainisch Велика Добронь; russisch Велика Добронь Welika Dobron, slowakisch Veľká Dobroň, ungarisch Nagydobrony) ist ein Dorf in der ukrainischen Oblast Transkarpatien mit etwa 5600 Einwohnern (2004).

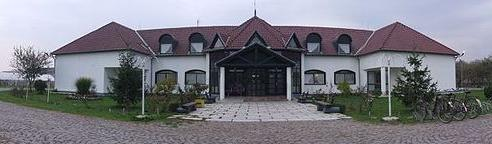
Kinderheim im Dorf

Das 1248 erstmals schriftlich erwähnte Dorf liegt am Ufer der Latorica sowie an der Fernstraße M 25 und der Territorialstraße T–07–10 im Süden des Rajon Uschhorod. Das Rajon- und Oblastzentrum Uschhorod liegt 33 km nördlich von Welyka Dobron.
Bis 1919 gehörte das Dorf zum Kaiserreich Österreich-Ungarn beziehungsweise zum Königreich Ungarn, danach als Teil der Karpato-Ukraine zur Tschechoslowakei. Mit der Annektierung der Karpatenukraine kam es 1938–1945 wieder an Ungarn. 1945 wurde die Ortschaft Teil der Ukrainischen SSR innerhalb der Sowjetunion und seit 1991 ist das Dorf Teil der unabhängigen Ukraine.
In der zweiten Hälfte des 19. Jahrhunderts war ein stetiges Wachstum der Einwohnerzahl des Dorfes zu verzeichnen: 1863 hatte das Dorf 1.876  und 1881 bereits 2.089 Bewohner, deren Zahl bis 1891 auf 2.810 Einwohner anstieg. Zu Beginn des Ersten Weltkriegs war die Bevölkerung auf 3.033 Einwohner angewachsen.
Am 12. Juni 2020 wurde das Dorf zusammen mit 4 umliegenden Dörfern zum Zentrum der neu gegründeten Landgemeinde Welyka Dobron (Великодобронська сільська громада/Welykodobronska silska hromada) im Rajon Uschhorod. Bis dahin bildete es die Landratsgemeinde Welyka Dobron (Великодобронська сільська рада/Welykodobronska silska rada) im Rajon Peretschyn.
Folgende Orte sind neben dem Hauptort Welyka Dobron Teil der Gemeinde:
| Name                     | Name         | Name                          | Name            | Name         | Name    |
| ukrainisch transkribiert | ukrainisch   | russisch                      | slowakisch      | ungarisch    | deutsch |
| ------------------------ | ------------ | ----------------------------- | --------------- | ------------ | ------- |
| Demetschi                | Демечі       | Демечи                        | Ligetky         | Demicsó      | -       |
| Mala Dobron              | Мала Добронь | Малая Добронь (Malaja Dobron) | Malá Dobroň     | Kisdobrony   | -       |
| Tschomonyn               | Чомонин      | Чомонин (Tschomonin)          | Čomonín, Čahory | Csongor      | -       |
| Tyssaahtelek             | Тисаагтелек  | Тисаагтелек (Tissaagtelek)    | Agovo, Ágtelek  | Tiszaágtelek | -       |